# Charles Loyseau
Charles Loyseau (1566–1627) fue un destacado jurista francés. Ejerció de abogado en el Parlamento de París, así como de juez en varios tribunales locales y señoriales de Francia. En su obra "Tratado sobre estamentos y dignidades simples" (1610) evaluó la sociedad y las leyes francesas de su tiempo. Esta obra influyó profundamente en la jurisprudencia francesa de los siglos XVII y XVIII, y en la actualidad se emplea como referente para comprender la estructura social francesa de este periodo.

## Biografía
Nació en Nogent-le-Roi (cerca de Chartres) en 1566. Fue hijo de un abogado que trabajaba para Diane de Poitiers. Tras estudiar leyes en París comenzó a ejercer de abogado ante el Parlamento de París, imitando a su padre Renaud Loyseau, que tenía una muy buena reputación como jurisconsulto y que contaba con la confianza de Diane de Poitiers y su yerno Claude II d'Aumale. Posteriormente, fue nombrado teniente del Présidial de Sens, un tribunal provincial de primera instancia. Como tal, fue el encargado de recibir a Enrique IV de Francia en 1594. Poco después, Catalina de Gonzaga, duquesa de Longueville (1568-1629) lo nombró alguacil de Châteaudun, y ejerció ese cargo durante diez años. Posteriormente, reanudó su profesión de abogado ante el Parlamento de París, y en 1620 fue presidente del Colegio de abogados. Murió en París el 27 de octubre de 1627 en París a la edad de 61 años.

## Tratado sobre órdenes
Su "Tratado sobre órdenes" está considerado como la obra más completa sobre los estamentos sociales o Estados de la Francia del Antiguo Régimen. Loyseau introdujo el término Estado para referirse a los estamentos sociales. Su trabajo fue utilizado para justificar la organización social de Francia hasta el final del Antiguo Régimen en 1789.
El "Tratado sobre órdenes" evalúa los tres estamentos sociales y cómo funcionan en la sociedad. Loyseau hace especial hincapié en el hecho de que estos estamentos fueron establecidos por las costumbres y tradiciones sociales, no por mandato o ley. Loyseau define cada estamentos por el papel que desempeña en la sociedad, y muestra cómo se les concedieron ciertos derechos y obligaciones exclusivas. Los límites rigurosos y los roles de cada estamento no permiten ninguna movilidad social, pero había cierta movilidad dentro de su propia jerarquía. Loyseau creía que la ventaja de tal sistema era que creaba una sociedad completa, sin fragmentos, en la que cada persona conocía su lugar claramente definido.
Primer Estado: el Clero
El clero era considerado el más alto nivel por su asociación con Dios y el más respetado por su trabajo de salvar almas. Se dividía en subdiáconos, diáconos, sacerdotes, obispos, cardenales y monjes. Se distinguían socialmente por su pelo rapado y túnicas largas, una tradición asociada con la toga de los romanos. Estaban completamente exentos de impuestos.
Segundo Estado: la Nobleza
Este estamento se dividió en nobleza ordinaria, alta nobleza y príncipes. La nobleza ordinaria o caballeros eran hombres a los que no se les concedía un mayor grado de honor. A los hombres de alta nobleza se les asignaban nombramientos especiales, como títulos nobiliarios, altos cargos o feudos. Los únicos príncipes eran los príncipes de sangre, lo que significaba que eran parientes del soberano. 
De este estamento provenían todos los altos cargos del estado, y también estaba exento de impuestos. Se les concedieron privilegios especiales, como que ningún noble podía ser condenado a la horca o la flagelación y todos podían portar una espada como símbolo exterior de su nobleza. Junto con el clero formaban la clase dominante.
Tercer Estado: pueblo llano
Este estamento incluía hombres de letras, médicos, filósofos, maestros, financieros (cualquiera que manejara las finanzas entre provincias, parroquias o individuos), comerciantes, hombres de negocios (hombres de negocios de cualquier tipo, notarios, abogados, etc.), campesinos, y jornaleros. Se distinguían por el trabajo que brindaban, comenzando por hombres de la más alta educación y posiciones financieras, descendiendo a aquellos hombres que no tenían trabajo (mendigos, vagabundos), que eran considerados los más bajos de la sociedad. Loyseau es muy crítico con esta orden y no consideraba que fuera un signo de dignidad ser parte del Tercer Estado, sino una mera definición de ocupación.